# HC Studénka
HC Studénka z.s. (původní název občanského sdružení: Hockey Club Studénka) je český klub ledního hokeje, který sídlí ve městě Studénka v Moravskoslezském kraji. Založen byl v roce 1947. Od sezóny 2009/10 působí v Moravskoslezské krajské lize, čtvrté české nejvyšší soutěži ledního hokeje. Původní klubové barvy do roku 2020 byly žlutá a námořnická modř.
V sezóně 2017/18 se klubu podařilo porazit tým HC Orlová ve finále 3:1 na zápasy a to přesto, že Studénka měla uzavřený stadion z důvodu havarijního stavu střechy a tak musela hrát na různých stadionech v kraji (např. v Kopřivnici, RT Torax Aréně, Polárce, Ostravar Aréně) a přesto postoupila do 2. ligy, avšak později prodala licenci do Orlové.
Své domácí zápasy odehrává na zimním stadionu Studénka s kapacitou 3 300 diváků.

## Přehled ligové účasti
Stručný přehled
Zdroj: 
- 1960–1961: Severomoravský krajský přebor (4. ligová úroveň v Československu)
- 1961–1962: Severomoravský oblastní přebor (3. ligová úroveň v Československu)
- 1963–1964: Severomoravský oblastní přebor (3. ligová úroveň v Československu)
- 1967–1969: Severomoravský oblastní přebor (3. ligová úroveň v Československu)
- 1969–1973: Divize sk. F (3. ligová úroveň v Československu)
- 1973–1975: Divize sk. F (4. ligová úroveň v Československu)
- 1975–1977: Divize sk. D (4. ligová úroveň v Československu)
- 1977–1979: 2. ČNHL – sk. D (3. ligová úroveň v Československu)
- 1979–1983: Severomoravský krajský přebor (3. ligová úroveň v Československu)
- 1983–1993: Severomoravský krajský přebor (4. ligová úroveň v Československu)
- 1993–1995: Severomoravský krajský přebor (4. ligová úroveň v České republice)
- 2000–2009: Moravskoslezský krajský přebor (4. ligová úroveň v České republice)
- 2009– : Moravskoslezská krajská liga (4. ligová úroveň v České republice)

Jednotlivé ročníky
Zdroj:
Legenda: ZČ - základní část, červené podbarvení - sestup, zelené podbarvení - postup, fialové podbarvení - reorganizace, změna skupiny či soutěže
| Československo (1960 – 1993) |                                |           |          |                                                    |                                         |
| Sezóny                       | Soutěž                         | Úroveň    | ZČ       | Play-off, nadstavba, sk. o udržení...              | Poznámky                                |
| 1960/61                      | Severomoravský krajský přebor  | 4. úroveň | 1. místo |                                                    | Postup                                  |
| 1961/62                      | Severomoravský oblastní přebor | 3. úroveň | ?. místo |                                                    |                                         |
| ...                          |                                |           |          |                                                    |                                         |
| 1963/64                      | Severomoravský oblastní přebor | 3. úroveň | ?. místo | Skupina o záchranu (2. místo)                      |                                         |
| ...                          |                                |           |          |                                                    |                                         |
| 1967/68                      | Severomoravský oblastní přebor | 3. úroveň | 7. místo |                                                    |                                         |
| 1968/69                      | Severomoravský oblastní přebor | 3. úroveň | ?. místo |                                                    | Reorganizace                            |
| 1969/70                      | Divize – sk. F                 | 3. úroveň | 4. místo |                                                    |                                         |
| 1970/71                      | Divize – sk. F                 | 3. úroveň | 2. místo |                                                    |                                         |
| 1971/72                      | Divize – sk. F                 | 3. úroveň | 4. místo |                                                    |                                         |
| 1972/73                      | Divize – sk. F                 | 3. úroveň | 2. místo |                                                    | Reorganizace                            |
| 1973/74                      | Divize – sk. F                 | 4. úroveň | 3. místo |                                                    |                                         |
| 1974/75                      | Divize – sk. F                 | 4. úroveň | 3. místo |                                                    | Změna skupiny                           |
| 1975/76                      | Divize – sk. D                 | 4. úroveň | 3. místo |                                                    |                                         |
| 1976/77                      | Divize – sk. D                 | 4. úroveň | 3. místo |                                                    | Reorganizace                            |
| 1977/78                      | 2. ČNHL – sk. D                | 3. úroveň | 9. místo |                                                    |                                         |
| 1978/79                      | 2. ČNHL – sk. D                | 3. úroveň | 7. místo |                                                    | Reorganizace                            |
| 1979/80                      | Severomoravský krajský přebor  | 3. úroveň | ?. místo |                                                    |                                         |
| 1980/81                      | Severomoravský krajský přebor  | 3. úroveň | 5. místo |                                                    |                                         |
| 1981/82                      | Severomoravský krajský přebor  | 3. úroveň | 7. místo |                                                    |                                         |
| 1982/83                      | Severomoravský krajský přebor  | 3. úroveň | 8. místo |                                                    | Reorganizace                            |
| 1983/84                      | Severomoravský krajský přebor  | 4. úroveň | 8. místo |                                                    |                                         |
| 1984/85                      | Severomoravský krajský přebor  | 4. úroveň | 2. místo |                                                    |                                         |
| 1985/86                      | Severomoravský krajský přebor  | 4. úroveň | 5. místo |                                                    |                                         |
| 1986/87                      | Severomoravský krajský přebor  | 4. úroveň | 3. místo |                                                    |                                         |
| 1987/88                      | Severomoravský krajský přebor  | 4. úroveň | 7. místo |                                                    |                                         |
| 1988/89                      | Severomoravský krajský přebor  | 4. úroveň | 6. místo |                                                    |                                         |
| 1989/90                      | Severomoravský krajský přebor  | 4. úroveň | 7. místo |                                                    |                                         |
| 1990/91                      | Severomoravský krajský přebor  | 4. úroveň | 5. místo |                                                    |                                         |
| 1991/92                      | Severomoravský krajský přebor  | 4. úroveň | 7. místo |                                                    |                                         |
| 1992/93                      | Severomoravský krajský přebor  | 4. úroveň | 5. místo |                                                    |                                         |
| Česko (1993 – )              |                                |           |          |                                                    |                                         |
| Sezóny                       | Soutěž                         | Úroveň    | ZČ       | Play-off, nadstavba, sk. o udržení...              | Poznámky                                |
| 1993/94                      | Severomoravský krajský přebor  | 4. úroveň | 6. místo |                                                    |                                         |
| 1994/95                      | Severomoravský krajský přebor  | 4. úroveň | 6. místo |                                                    |                                         |
| ...                          |                                |           |          |                                                    |                                         |
| 2000/01                      | Moravskoslezský krajský přebor | 4. úroveň | 1. místo |                                                    | Baráž o 2. ligu                         |
| 2001/02                      | Moravskoslezský krajský přebor | 4. úroveň | 1. místo |                                                    | Baráž o 2. ligu                         |
| 2002/03                      | Moravskoslezský krajský přebor | 4. úroveň | 6. místo |                                                    |                                         |
| 2003/04                      | Moravskoslezský krajský přebor | 4. úroveň | 6. místo |                                                    |                                         |
| 2004/05                      | Moravskoslezský krajský přebor | 4. úroveň | 6. místo |                                                    |                                         |
| 2005/06                      | Moravskoslezský krajský přebor | 4. úroveň | 5. místo |                                                    |                                         |
| 2006/07                      | Moravskoslezský krajský přebor | 4. úroveň | 8. místo |                                                    |                                         |
| 2007/08                      | Moravskoslezský krajský přebor | 4. úroveň | 5. místo |                                                    |                                         |
| 2008/09                      | Moravskoslezský krajský přebor | 4. úroveň | 6. místo |                                                    | Změna názvu soutěže                     |
| 2009/10                      | Moravskoslezská krajská liga   | 4. úroveň | 4. místo | Finále                                             |                                         |
| 2010/11                      | Moravskoslezská krajská liga   | 4. úroveň | 7. místo |                                                    |                                         |
| 2011/12                      | Moravskoslezská krajská liga   | 4. úroveň | 3. místo | Finále                                             |                                         |
| 2012/13                      | Moravskoslezská krajská liga   | 4. úroveň | 4. místo | Čtvrtfinále                                        |                                         |
| 2013/14                      | Moravskoslezská krajská liga   | 4. úroveň | 3. místo | Čtvrtfinále                                        |                                         |
| 2014/15                      | Moravskoslezská krajská liga   | 4. úroveň | 4. místo |                                                    |                                         |
| 2015/16                      | Moravskoslezská krajská liga   | 4. úroveň | 2. místo |                                                    |                                         |
| 2016/17                      | Moravskoslezská krajská liga   | 4. úroveň | 3. místo | Semifinále                                         |                                         |
| 2017/18                      | Moravskoslezská krajská liga   | 4. úroveň | 3. místo | Vítěz; přihláška do kvalifikace o 2. ligu (1 ze 2) | Postup; prodej licence do Orlové        |
| 2018/19                      | Moravskoslezská krajská liga   | 4. úroveň | 2. místo | Semifinále                                         |                                         |
| 2019/20                      | Moravskoslezská krajská liga   | 4. úroveň | 1. místo | Semifinále                                         |                                         |
| 2020/21                      | Moravskoslezská krajská liga   | 4. úroveň | 9. místo |                                                    | sezóna zrušena kvůli pandemii covidu-19 |
| 2021/22                      | Moravskoslezská krajská liga   | 4. úroveň | 6. místo | Čtvrtfinále                                        |                                         |
| 2022/23                      | Moravskoslezská krajská liga   | 4. úroveň | 2. místo | Čtvrtfinále                                        |                                         |
| 2023/24                      | Moravskoslezská krajská liga   | 4. úroveň | 5. místo | Čtvrtfinále                                        |                                         |
| 2024/25                      | Moravskoslezská krajská liga   | 4. úroveň | 3. místo | Čtvrtfinále                                        |                                         |